# Smilax basilata
Smilax basilata är en enhjärtbladig växtart som beskrevs av Fa Tsuan Wang och Tang. Smilax basilata ingår i släktet Smilax och familjen Smilacaceae. Inga underarter finns listade.